# شهرستان سیئون
ناحیهٔ سیئون (به عربی: مدیریة سیئون) یک ناحیه در یمن است که در استان حضرموت واقع شده‌است.
ناحیهٔ سیئون  ۱۰۲٬۴۰۹ نفر جمعیت دارد.